# 263-я бомбардировочная авиационная дивизия
263-я бомбардировочная авиационная дивизия (263-я бад) — авиационное соединение Военно-Воздушных сил (ВВС) Вооружённых Сил РККА бомбардировочной авиации, принимавшее участие в боевых действиях Великой Отечественной войны.

## История наименований дивизии
- 263-я истребительная авиационная дивизия;
- 263-я бомбардировочная авиационная дивизия;
- 1-я гвардейская бомбардировочная авиационная дивизия;
- 1-я гвардейская бомбардировочная авиационная Кировоградская дивизия;
- 1-я гвардейская бомбардировочная авиационная Кировоградская Краснознамённая дивизия;
- 1-я гвардейская бомбардировочная авиационная Кировоградская Краснознамённая ордена Богдана Хмельницкого дивизия;
- 164-я гвардейская бомбардировочная авиационная Кировоградская Краснознамённая ордена Богдана Хмельницкого дивизия;
- Полевая почта 78597.

## История и боевой путь дивизии
В соответствии с Приказом НКО 263-я истребительная авиационная дивизия 14 сентября 1942 года была переформирована в 263-ю бомбардировочную авиационную дивизию. Дивизия была выведан в резерв ставки ВГК и переформирована. 18 сентября 1942 года дивизия вошла в состав 1-го бомбардировочного авиационного корпуса.
С 22 октября 1942 года дивизия вступила в боевые действия на Калининском фронте в составе 3-й воздушной армии участвуя с 24 ноября 1942 года по 20 января 1943 года в Великолукской операции, с 29 января дивизия в составе корпуса вошла в состав 14-й воздушной армии Волховского фронта, где приняла участие в прорыве блокады Ленинграда (Операция «Искра») по 30 января 1943 года. С 15 февраля дивизия приняла участие в Демянской операции в составе 14-й воздушной армии Волховского фронта, а с 21 февраля — в 6-й воздушной армии Северо-Западного фронта.
За организованность и хорошую боевую работу, за доблесть и мужество, проявленные воинами дивизии в борьбе с немецкими захватчиками
263-я бомбардировочная авиационная дивизия 6-й воздушной армии Северо-Западного фронта приказом НКО СССР № 128 от 18 марта 1943 года преобразована в 1-ю гвардейскую бомбардировочную авиационную дивизию.

### В действующей армии
В составе действующей армии дивизия находилась:
- с 22 октября 1942 года по 18 марта 1943 года[4].

### Командир дивизии
| Звание                  | Имя                  | Период                  | Примечание |
| ----------------------- | -------------------- | ----------------------- | ---------- |
| Подполковник, Полковник | Добыш Фёдор Иванович | 14.09.1942 — 18.03.1943 |            |

### В составе объединений
| Дата          | Фронт (округ)         | Армия                | Корпус                                  | Примечания |
| ------------- | --------------------- | -------------------- | --------------------------------------- | ---------- |
| 14.09.1942 г. | Западный фронт        | 1-я воздушная армия  |                                         | -          |
| 14.09.1942 г. | Резерв ставки ВГК     |                      |                                         | -          |
| 18.09.1942 г. | Резерв ставки ВГК     |                      | 1-й бомбардировочный авиационный корпус | -          |
| 22.10.1942 г. | Калининский фронт     | 3-я воздушная армия  | 1-й бомбардировочный авиационный корпус | -          |
| 29.01.1943 г. | Волховский фронт      | 14-я воздушная армия | 1-й бомбардировочный авиационный корпус | -          |
| 21.02.1943 г. | Северо-Западный фронт | 6-я воздушная армия  | 1-й бомбардировочный авиационный корпус | -          |
| 18.03.1943 г. | Северо-Западный фронт | 6-я воздушная армия  | 1-й бомбардировочный авиационный корпус | -          |

## Части и отдельные подразделения дивизии
За весь период своего существования боевой состав дивизии претерпевал изменения, в различное время в её состав входили полки:
| Период                        | Части                                   | Примечание                        |
| ----------------------------- | --------------------------------------- | --------------------------------- |
| 10.09.1942 г. — 10.10.1942 г. | 814-й истребительный авиационный полк   | Убыл в состав 224-й шад           |
| 10.09.1942 г. — 21.09.1942 г. | 91-й истребительный авиационный полк    | Убыл в состав 202-й иад           |
| 10.09.1942 г. — 18.03.1943 г. | 46-й бомбардировочный авиационный полк  | Пе-2, переименован в 80-й гв. бап |
| 10.09.1942 г. — 18.03.1943 г. | 202-й бомбардировочный авиационный полк | Пе-2, переименован в 81-й гв. бап |
| 10.09.1942 г. — 18.03.1943 г. | 321-й бомбардировочный авиационный полк | Пе-2, переименован в 82-й гв. бап |

## Присвоение гвардейских званий
За организованность и хорошую боевую работу, за доблесть и мужество, проявленные воинами дивизии в борьбе с немецкими захватчиками 18 марта 1943 года приказом Народного комиссара обороны СССР № 128 от 18 марта 1943 года:
- 263-я бомбардировочная авиационная дивизия преобразована в 1-ю гвардейскую бомбардировочную авиационную дивизию;
- 46-й скоростной бомбардировочный авиационный полк преобразован в 80-й гвардейский бомбардировочный авиационный полк.
- 202-й скоростной бомбардировочный авиационный полк преобразован в 81-й гвардейский бомбардировочный авиационный полк.
- 321-й ближний бомбардировочный авиационный полк преобразован в 82-й гвардейский бомбардировочный авиационный полк.